# Uechtritzia
Uechtritzia là một chi thực vật có hoa trong họ Cúc (Asteraceae).

## Các loài
Chi này có các loài
1. Uechtritzia armena Freyn & Sint. ex Freyn - Tây Ban Nha bao gồm quần đảo Balearic, Corsica, Hy Lạp, Thổ Nhĩ Kỳ, Armenia, Syria, Jordan, Iran, Iraq
2. Uechtritzia kokanica (Regel & Schmalh.) Pobed.	- Kazakhstan, Uzbekistan, Tajikistan, Kyrgyzstan, Turkmenistan, Afghanistan
3. Uechtritzia lacei (Watt) C.Jeffrey - Kashmir, Himachal Pradesh

Chi này được đặt tên để vinh danh nhà thực vật học người Đức Rudolf von Uechtritz (1838–1886).

## Loài
Chi Uechtritzia gồm các loài: